# Litoria jervisiensis
Litoria jervisiensis – gatunek płaza bezogonowego z podrodziny Pelodryadinae w rodzinie rzekotkowatych (Hylidae). 
Płaz ten występuje na wschodnim i południowo-wschodnim wybrzeżu Australii – od północno-wschodniej części stanu Nowa Południowa Walia po skrajnie wschodnią część stanu Wiktoria.